# Новосады (Пережирский сельсовет)
Новосады (бел. Наваса́ды) — деревня в Пуховичском районе Минской области Республики Беларусь. Входит в состав Пережирского сельсовета.

## География
Расположена в 39 км на северо-запад от Марьиной Горки, 35 км от Минска.
Пролегает дорога Н-9402.
Ближайшие населённые пункты Едлино, Погуляйка и др.

### Гидрография
Около реки Гребенка.

## История

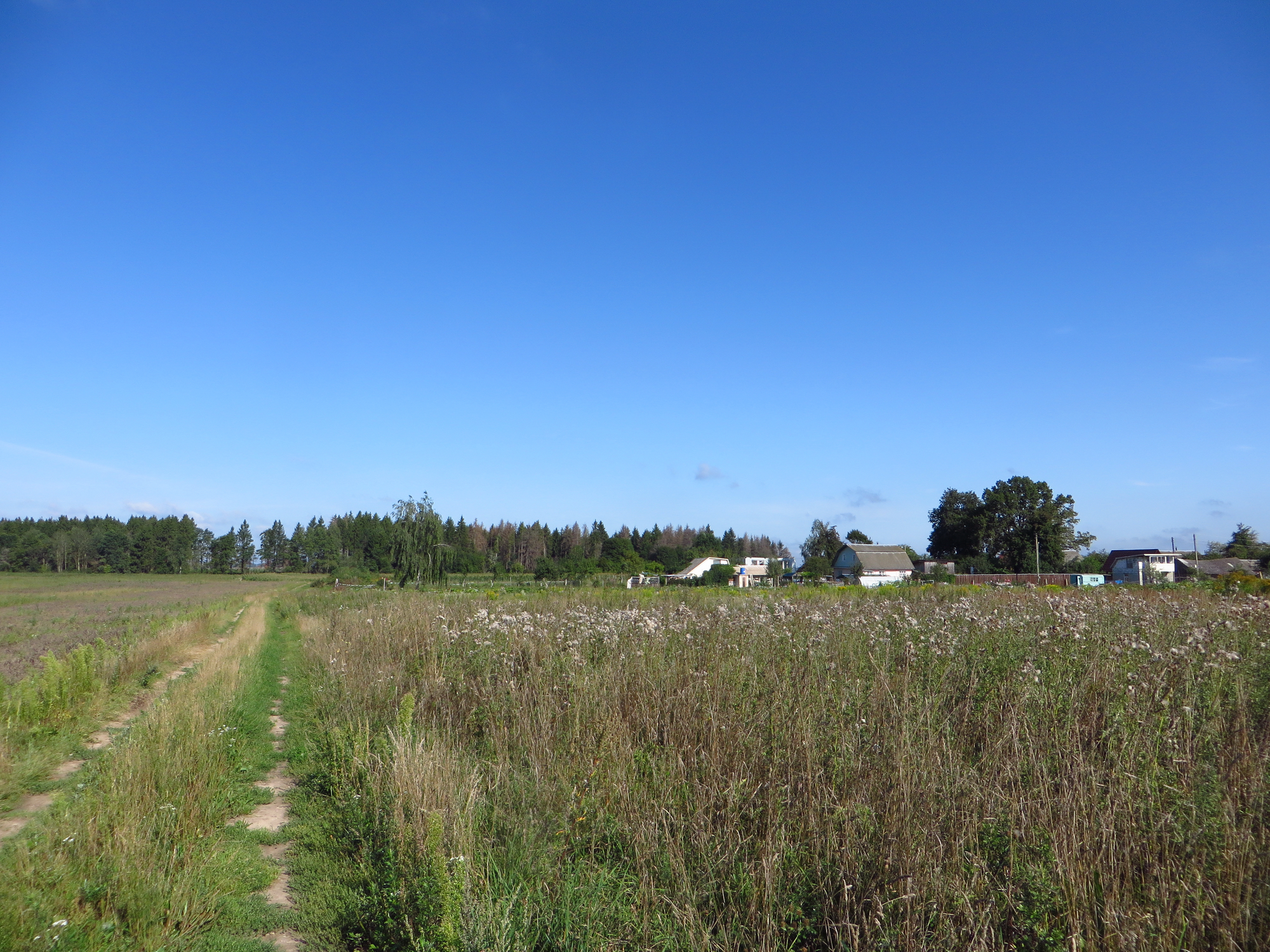

Вероятно, населённый пункт основан как посёлок в 1920-е годы в Белорусской ССР.
Во Вторую мировую войну с конца июня 1941 года до начала июля 1944 года под оккупацией Германии.
До 20 января 1960 года деревня входила в состав Новопольского сельсовета Руденского района, после упразднения которого передана в состав Пуховичского района. 1 апреля 1960 года включена в состав Пережирского сельсовета.
До 28 июня 2013 года деревня входила в состав Узлянского сельсовета.

## Население

### Численность
- 2019 год — 7 жителей

### Динамика
- 1999 год — 10 жителей (перепись населения)
- 2002 год — 6 дворов, 11 жителей
- 2009 год — 11 жителей (перепись населения)[5]
- 2012 год — 3 хозяйства, 6 жителей
- 2019 год — 7 жителей (перепись населения)

## Улицы
- Зелёная улица